# Гуасахт из Гранарда
Гуасахт, также Куасахт (др.‑ирл. Guasacht mac Máelchon), V век — ирландский святой, епископ Гранардский. День памяти — 24 января.
Святой Гуасахт был сыном Маэлху, иначе Милиука, хозяина, на которого работал в Ирландии святой Патрик в качестве раба. Маэлху поджёг свой дом, запер двери и погиб в пламени, лишь бы вновь не встретиться со святым Патриком. Гуасахт, согласно «Трёхчастному житию» святого Патрика (IX век), был в хороших отношениях со святым: он назван «совоспитанником» (др.‑ирл. comalta) Патрика. Гуасахт был обращён святым Патриком в христианство, помогал ему в евангелизации Ирландии и позднее стал епископом Гранарда, Лонгфорд.
Обе сестры Гуасахта носили имя Эмер; они также приняли христианство и стали монахинями и были погребены в местечке Клуан Бронах. Во время написания «Трёхчастного жития» в Клуан Бронахе показывали в камне следы сестёр Гуасахта, которые якобы отпечатались там во время их пострижения святым Патриком. По традиции, аббатиса Клуан Бронаха рукополагалась главой церкви Гранарда. Родословные святых Ирландии упоминают ещё одну сестру Гуасахта — Бронах, которая якобы была матерью семи святых.
День святого Гуасахта — 24 января — фигурирует в основных ирландских мартирологиях: «Календаре Таллахта», «Календаре О’Гормана» и «Календаре Донегола».